# كيت مايكلز
كيت مايكلز (بالإنجليزية: Kate Michaels)‏ هي عازفة جاز ومغنية وممثلة أمريكية، ولدت في 2 يونيو 1969 في يوبا سيتي في الولايات المتحدة.

## وصلات خارجية
- الموقع الرسمي
- كيت مايكلز على موقع ميوزك برينز (الإنجليزية)